# Cristhian Cruz Sánchez
Christian Cruz Sánchez (7 de febrero de 1992) es un jugador de ajedrez peruano, hijo de Filemón Cruz Lima y hermano de Jonathan Esteban. En 2001 obtuvo el título de Maestro de la Federación Internacional, en 2008 el de Maestro Internacional y en 2012 consiguió el de Gran Maestro.
En la lista de la Federación Internacional de Ajedrez (FIDE) de marzo de 2016, tenía un Elo de 2541 puntos, lo que le convertía en el jugador número 4 (en activo) de Perú. Su máximo Elo fue de 2569 puntos, en la lista de septiembre de 2014.

## Resultados destacados en competición
En el 2006, Cruz Sánchez fue campeón de Cataluña de ajedrez por edades en la categoría Sub-14 y en el año 2007 en la categoría Sub-16. En junio del 2009 fue segundo en el Abierto de Santa Coloma de Queralt (el vencedor fue Ibragim Khamrakulov). En agosto del 2009 ganó el Abierto de Badalona con 7½ puntos de 9, los mismos puntos que el segundo clasificado, Kidambi Sundararajan. Ese mismo año fue campeón del Abierto Internacional "Stadium Casablanca" que se celebró en Zaragoza, repitiendo como subcampeón en 2013 detrás de Fernando Peralta. En julio de 2011 fue tercero en el Abierto de Moncada (el campeón fue Salvador Gabriel Del Río) y en noviembre ganó en categoría senior el XXV Torneo Diputación de Cáceres.
En agosto de 2013 fue campeón del Abierto de Barberá del Vallés con 7½ puntos de 9, medio punto por delante de Isan Reynaldo Ortiz Suárez, subcampeón del Circuito Catalán de Abiertos Internacionales, por detrás del también peruano Jorge Cori y subcampeón igualmente del Torneo Magistral de Elgoibar (el campeón fue Daniel Alsina). En junio de 2014 fue segundo en el Abierto de Santa Coloma de Queralt (el vencedor fue José Ángel Guerra) y campeón del Memorial Josep Lorente con 8 puntos de 9.